# おかしなおかしな大追跡
『おかしなおかしな大追跡』（ - だいついせき、原題：What's Up, Doc?）は、1972年制作のアメリカ合衆国のコメディ映画。ピーター・ボグダノヴィッチ監督。1972年の全米興行収入第3位。アメリカ喜劇映画ベスト100第61位、情熱的な映画ベスト100第68位にそれぞれランクインした。

## あらすじ
アイオワ音楽院所属の音楽学者であるハワード・バニスター博士は、フレデリック・ララビーが提供する研究助成金を勝ち取るためにサンフランシスコを訪れる。ハワードには、いつもピリピリしていて威圧的な婚約者ユーニス・バーンズが同行している。2人がホテル・ブリストルにチェックインすると、ハワードはホテルのドラッグストアで魅力的な問題児ジュディ・マックスウェルに出会う。彼女は大学を卒業したことは無いが、退学処分となった全ての学校からかなりの量の知識を得ている。彼女はハワードを追っかけ始め、料金を支払うこと無くホテルに滞在する。
偶然にも、4つのグループがブリストルの同じフロアに滞在しており、全員が同じチェック柄のバッグを持っている。
●ハワードのバッグには、或る音楽特性を持つ火成岩「タンブラ」岩が入っている。
●謎の「ミスター・スミス」は、不正に入手した政府の極秘文書が入ったバッグを持っている。彼の後を、同様に謎めいた「ミスター・ジョーンズ」が追う。彼は極秘文書を取り戻す任務を負う政府職員である。
●裕福な社交界の有名人ヴァン・ホスキンス夫人は、高価な宝石が沢山詰まったバッグを持っている。ホテル従業員のハリーとフリッツが宝石を盗もうとしている。
●ジュディのバッグには彼女の衣服と大きな辞書が入っている。
その日の夕方、4人は知らず知らずのうちにお互いのスーツケースを奪い合うこととなり、バッグは部屋から部屋へと次々に移動する。最後は、ハワードは宝石を、ジュディは極秘文書を、スミスはジュディの服を、そして泥棒たちは石を手にすることになる。
音楽学者たちが出席する晩餐会でユーニスの振りをしたジュディは、ユーモア、機知、学術的知識を駆使して、ハワードの競争相手であるヒュー・サイモン以外の全員を魅了する。ジュディの演技に勝てず、ララビーが彼女に夢中になっていることから助成金を獲得出来るかもしれないと考えたハワードは、ユーニス本人がヒステリックに晩餐会に入ろうとしても、その人のことは知らないと言い放つ。その後、ジュディはハワードのホテルの部屋に侵入する。ユーニスからジュディの存在を隠そうとする彼の試みは、最終的に火災と部屋の破壊へとつながってしまう。
翌日、全員がララビーのビクトリア調の邸宅でのレセプションに向かうが、そこで銃や調度品、パイを使った騒動が勃発する。 ハワードとジュディは4つのバッグを全て持ってサンフランシスコ中を逃げ回る。最初は配達用自転車に乗って、次に結婚式のパーティーから盗んだ装飾されたフォルクスワーゲン・ビートルに乗って。スミス、ジョーンズ、宝石泥棒が2人を追いかける。宝石泥棒はユーニス、ララビー、ヒュー・サイモンを人質に取っている。彼らはチャイナタウンを通り、パレードを混乱に陥れ、曲がりくねったロンバード・ストリートを下り、巨大なガラス板を避け、工事が終わったばかりのセメント面を越えて、何度か衝突を起こした後、最終的にフェリー乗り場でサンフランシスコ湾に突っ込んでしまう。
全員が法廷に行き、既に神経衰弱寸前のマクスウェル判事は問題を処理しようとするが、全ての問題の原因が自分の娘のジュディにあることを突き止めただけだった。その後、全バッグが元の所有者に返された後、ハワードとジュディは再び空港にいる。スミス氏は政府の極秘書類を取り戻したジョーンズ氏を追っており、一方泥棒たちは国外脱出を計画している。ヴァン・ホスキンス夫人はかなりの額の損害賠償を各所に支払い、彼女が提示していた宝石回収の報酬2万ドルから賠償金を払った後に残った50ドルを宝石を取り戻すのに協力してくれた人たちに渡す。ユーニスはララビーと助成金を獲得したヒュー・サイモンと共にやって来る。しかし、サイモンはジュディの博識によって盗作者であることが暴露され、結局ハワードが助成金を獲得することとなる。それでもユーニスはハワードと別れてララビーと共に旅立つ。
ハワードは1人でアイオワに戻る飛行機に乗り込むが、後ろの席にジュディが座っていた。彼は彼女への愛を告白し、以前言ったことについて謝罪する。それに対してジュディは「愛とは、決して後悔しないこと」と言い、ハワードは「それは私が今まで聞いた中で最も下らないことだ」と答える。2人がキスをすると、ルーニー・テューンズのアニメ「What's Up, Doc?」の一場面が機内のスクリーンに映し出される。

## キャスト
※括弧内は日本語吹替（初回放送1981年1月18日『日曜洋画劇場』21:02-23:24）
- ジュディ・マクスウェル：バーブラ・ストライサンド（鈴木弘子）
- ハワード・バニスター：ライアン・オニール（柴田侊彦）
- ユーニス・バーンズ：マデリーン・カーン（荒砂ゆき）
- ヒュー・サイモン：ケネス・マース
- フレデリック・ララビー：オースティン・ペンドルトン
- スミス：マイケル・マーフィー
- ジョーンズ：フィリップ・ロス
- ハリー：ソレル・ブック
- ヴァン・ホスキンズ夫人：メイベル・アルバートソン
- マクスウェル判事：リアム・ダン
- ホスキス教授：ランディ・クエイド
- 警官：M・エメット・ウォルシュ